# نياز (تشالدران)
نياز (بالفارسية: نیاز) هي قرية تقع في قسم ببه‌جيك (مقاطعة تشالدران) في إيران. يقدر عدد سكانها بـ 38 نسمة بحسب إحصاء 2016.